# Nit de malson
Nit de malson (títol original en anglès All Night Long) és una pel·lícula de drama britànica de 1962 realitzada per la Rank Organization, dirigida per Basil Dearden, i protagonitzada per Patrick McGoohan, Marti Stevens, Paul Harris, Keith Michell, Richard Attenborough and Betsy Blair. La història, de Nel King i Paul Jarrico, escrita amb el nom de Peter Achilles, és una versió actualitzada de l'Otel·lo de William Shakespeare, ambientada a l'escena del jazz de Londres dels anys seixanta. La pel·lícula en blanc i negre compta amb actuacions de diversos destacats músics de jazz britànics –entre ells Tubby Hayes i John Dankworth–, així com els nord-americans Dave Brubeck i Charles Mingus, que estaven al Regne Unit el 1961 quan es va produir el rodatge i van ser reclutats per participar-hi. Ha estat doblada al català i fou emesa per TV3 el 29 de juliol de 2000.

## Argument
El músic Aurelius Rex i la seva esposa Delia, una cantant retirada, són els destinataris d'una festa d'aniversari de casaments a Londres organitzada per un ric promotor musical, Rod Hamilton.
Un percussionista ambiciós, Johnny Cousin, vol crear la seva pròpia banda. Promet persuadir Delia d'abandonarel seu retir i reprendre l'actuació, després que li hagi dit que aquesta és l'única manera de donar suport a la seva banda.
Com que Delia no té intenció de reprendre la seva carrera, Johnny comença una sèrie de maquinacions a la festa dissenyades per fer creure Rex que Delia ha tingut una aventura amb Cass, el director de la banda. Fins i tot altera una gravació de cinta per distorsionar el sentit de la conversa privada de Delia.
L'apunyalament de Johnny li costa el treball a Cass. La interpretació de Delia d'una cançó, assajada exclusivament per a la festa, afavoreix les sospites de Rex que ella no és feliç a casa. Rex assalta Delia i fa acusacions públiques sobre la seva fidelitat. En les converses següents, tothom, inclosa Emily, esposa desemparada de Johnny, s'adona que Johnny ha fabricat tota la història. És implícit que Delia i Rex reprenen la seva relació.

## Repartiment
- Patrick McGoohan - Johnny Cousin
- Marti Stevens - Delia Lane
- Paul Harris - Aurelius Rex
- Keith Michell - Cass

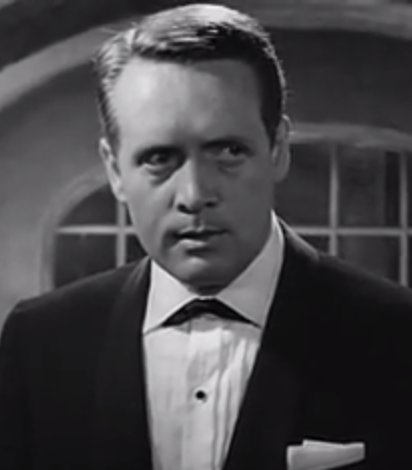
Patrick McGoohan com Johnny Cousin

- Richard Attenborough - Rod Hamilton
- Betsy Blair - Emily
- Bernard Braden - Berger
- Harry Towb - Phales
- María Velasco - Benny
- Carol White - Lucille * Dave Brubeck - ell mateix
- Keith Christie - ell mateix
- Bert Courtley - ell mateix
- John Dankworth - ell mateix
- Ray Dempsey - ell mateix
- Allan Ganley - ell mateix
- Tubby Hayes - ell mateix
- Geoffrey Holder - ell mateix
- Charles Mingus - ell mateix
- Barry Morgan - ell mateix
- Kenny Napper - ell mateix
- Colin Purbrook - ell mateix
- Harry Beckett - ell mateix – trompetista
- John Scott - ell mateix
- Cilla Black - Twiggy
- Chas Hodges - Dave
- Dave Peacock - Chas

## Edició
La pel·lícula es va estrenar al Regne Unit per Network DVD el 2007 i per The Criterion Collection el gener de 2011. Es va llançar una edició en blu-ray per Network DVD el 2016.

## Música original
- Philip Green
- Tubby Hayes (música addicional "The Chase")[4]
- Kenny Napper (música addicional "Sax Reference")
- John Scott (música addicional "Scott-Free")
- Dave Brubeck (música addicional, una nova gravació d' "It's a Raggy Waltz")
- Dave Brubeck i Charles Mingus (composició improvisada "Non-Sectarian Blues")